# Kalktuff

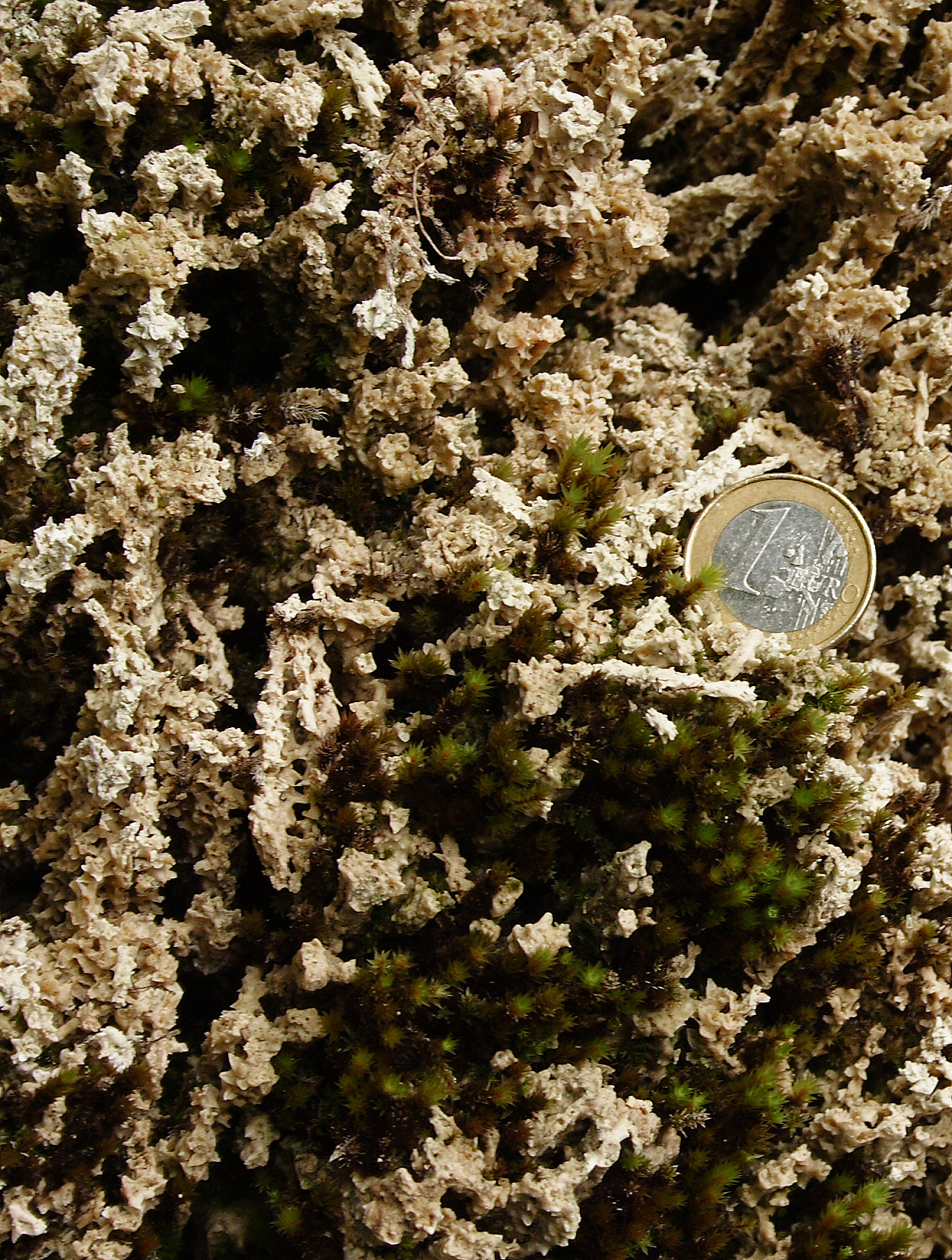
Moos, von frisch ausgefälltem Kalk umkrustet, wächst auf dieser Unterlage weiter

Kalktuff, auch Quellkalk, Quelltuff oder Bachtuff genannt, ist ein noch junges, poröses, sekundäres Sediment. Es handelt sich um sekundäres Gestein, weil primäre Kalksedimente eines Erdzeitalters nach chemischer Kohlensäure-Lösungsverwitterung und Ausfällung erneut sedimentiert wurden. Nach moderner petrographischer Auffassung gilt der Begriff „Kalktuff“ als obsolet.
In Europa kommt diese Art von Kalkgestein im Falle begünstigender Umstände in Karstgebieten der humiden, gemäßigten Warmklimazone vor. Besonders bekannt und untersucht sind in Deutschland einige Vorkommen auf der und am Rand der Schwäbischen und der Fränkischen Alb sowie im Alpenvorland.

## Abgrenzung

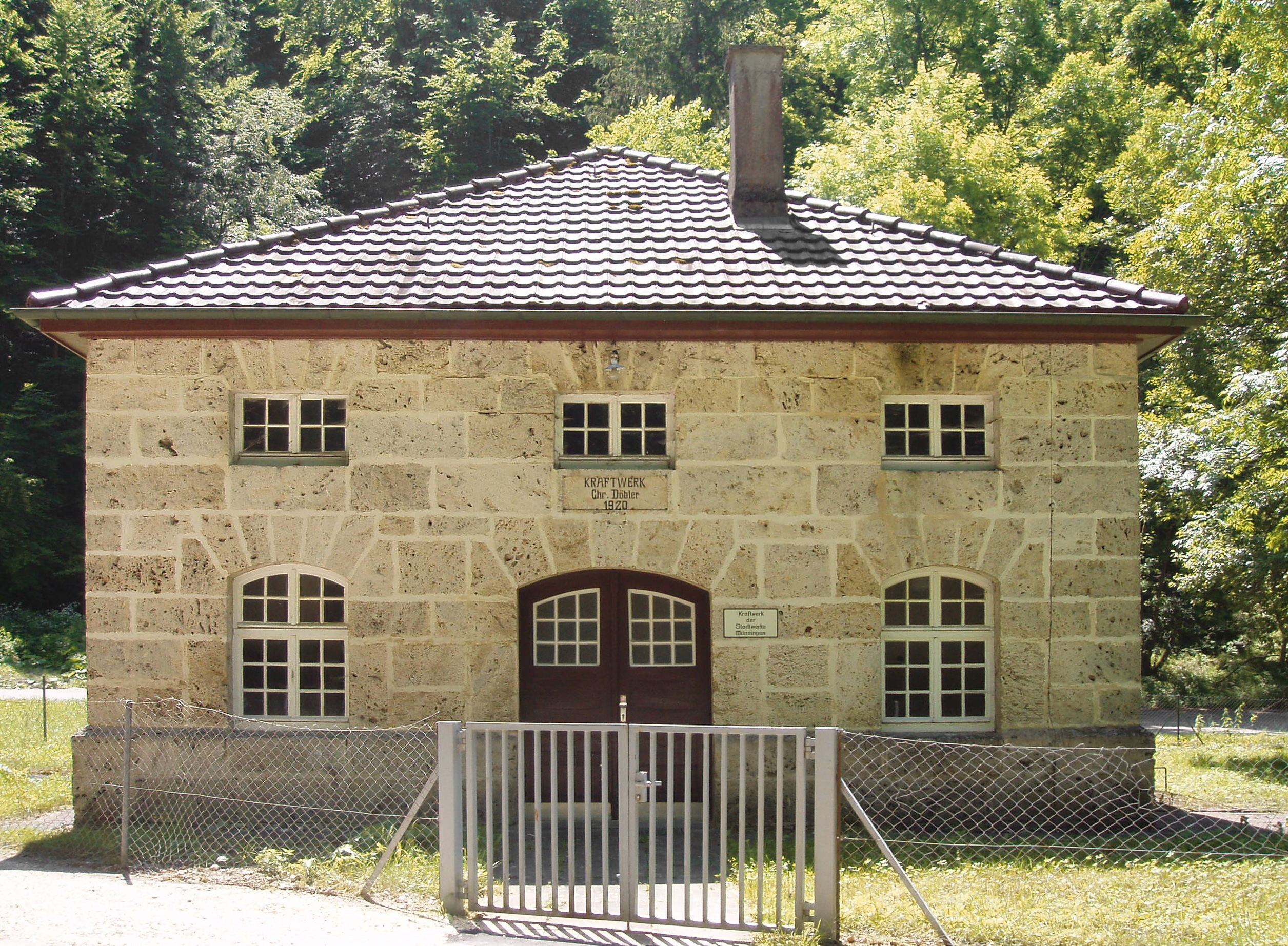
Das Seeburger Kraftwerk (erbaut 1920) zeigt mit seiner Fugengestaltung und Steinsichtigkeit ein typisches Erscheinungsbild von Häusern im Gebiet von Seeburg, in dem der Seeburger Kalktuff gebrochen und verbaut wurde.

Mit der irreführenden Bezeichnung „Kalktuff“ werden „stark poröse bis kavernöse und wechselnd verfestigte, nicht marine Karbonatgesteine“ bezeichnet. „Begriffsverwirrung entsteht, wenn der Begriff Kalksinter und seine parallelen Begriffe Kalktuff und Travertin synonym verwendet werden.“
Zu Missverständnissen gibt oft Anlass, dass vulkanische Tuffe nach moderner petrografischer Auffassung allein als Tuffe anzusprechen sind. Diese sind im Gegensatz zu den Kalktuffen Gesteine aus verfestigten vulkanische Aschen und entstammen einer völlig anderen Petrogenese.
Kalktuffe haben keine deutliche Schichtung und sind nicht gebändert. Sie zeigen teilweise gleichförmige, mitunter aber auch blumenkohlartige Oberflächen und enthalten teilweise versteinerte Pflanzen und Kleintiere wie z. B. Schnecken. Sie liegen häufig in gelockerter und nur teilweise verfestigter Form vor. So können sie nicht poliert, in bruchfeuchtem Zustand jedoch mit Handsägen oder Messern geformt werden (gute Bearbeitbarkeit) und härten danach aus. Zudem haben sie aufgrund ihrer zahlreichen, partiell auch großen Hohlräume gute wärmedämmende Eigenschaften.
Im Gegensatz dazu sind Travertine deutlich geschichtet, fest und polierfähig. So wird im natursteinverarbeitenden Gewerk in Deutschland ein Kalktuff als Travertin bezeichnet, sofern er fest und polierfähig ist. Er kann nicht mit einem Messer geformt werden. Wird er gegen seine Lagerrichtung gesägt, so zeigt sein Schnitt eine deutliche Bänderung. Ein solcher Naturstein ist etwa der Cannstatter Travertin.
Alle oben genannten Gesteine zählen zu den Weichgesteinen.
Zudem (z. B. in Italien) gibt es noch „thermogene Travertine“, deren Kohlendioxid (CO2) aus thermalen Prozessen in oder unter der Erdkruste stammt, also von Thermalwässern aus größerer Tiefe. Das Quellwasser sprudelt mit dem gelösten Kalkanteil zutage, wo dieser durch den dabei eintretenden CO2-Verlust nach dem bekannten chemischen Reaktionsverlauf mit unterschiedlicher Intensität (abhängig vom Temperaturgefälle und pH-Wert im Wasser) wieder ausfällt.
Der ähnliche, „invasiv“ chemische Prozess bildet zwar auch das Kalksediment – allerdings im Oberflächenwasser und nicht an der Atmosphäre, wird aber in Europa nicht angetroffen. Vgl. dazu weiter unten den Abschnitt „Abgrenzung der vielfältigen Bezeichnungen für ausgefällten Kalk“.

### Abgrenzung der vielfältigen Bezeichnungen für ausgefällten Kalk
Die festen Sedimente werden oft –auch bei ähnlicher Morphologie – unterschiedlich als Kalksinter, Travertin und Kalktuff bezeichnet; die Begriffe werden sogar synonym verwendet.
Unter die allgemeinere Bezeichnung Sinter sind dagegen auch solche Materialien subsumiert, die man nicht zu den geologisch bestimmten Erscheinungen zählt (z. B. Mauersinter und Kesselstein), oder auch solche, die sich unter wesentlicher Beteiligung anderer Elemente bilden (z. B. Kiesel- oder Schwefelsinter).
Zur Bezeichnung der geologischen Erscheinungen im Karst kommen noch regionale, länderspezifische oder sprachbezogene Verwendungen, die sich bei lokalem Vorkommen historisch ergeben haben, so etwa auch die regionale Bezeichnung „Duckstein“, etwa im östlichen Niedersachsen.
Zu einer genaueren Abgrenzung ist die Bezeichnung Kalktuff nützlich (wenngleich „Tuff“ oder „Tuffstein“ als vulkanische Erscheinung eher in die Irre führt). Im deutschsprachigen Raum und der deutschsprachigen Literatur ist sie immer noch gebräuchlich – wohl auch wegen des relativ häufigen Vorkommens und der guten wissenschaftlichen Kartierung dieser Karsterscheinung; vgl. die wissenschaftlichen und umweltpolitischen Kartierungen als Geotope. Einheitlichkeit in der Bezeichnung hat sich auch im Schrifttum der Geologie bisher nicht durchgesetzt.
Kalktuff, Travertin und Kalksinter können nach ihrem sinkenden Anteil an (freiem und gebundenem) Wasser unterschieden werden. Sie lassen sich weiter unterscheiden nach ihrer Dichte bzw. Porosität (durch Fremdkörper) und nach ihrer Festigkeit (durch Austrocknung und Eigendruck).
Kalksinter kann als Substanz hoher Reinheit und/oder dichter Schichtung angesehen werden, wie etwa die Tropfsteine in Höhlen.
Travertin ist das Sediment, das durch abiotische, ggf. auch biotische „Verunreinigungen“ mehr oder weniger porös bleibt und sich durch ständige Schichtung und damit steigenden Eigendruck und abnehmende Feuchtigkeit verändert. Solche Prozesse bezeichnet man als Diagenese.

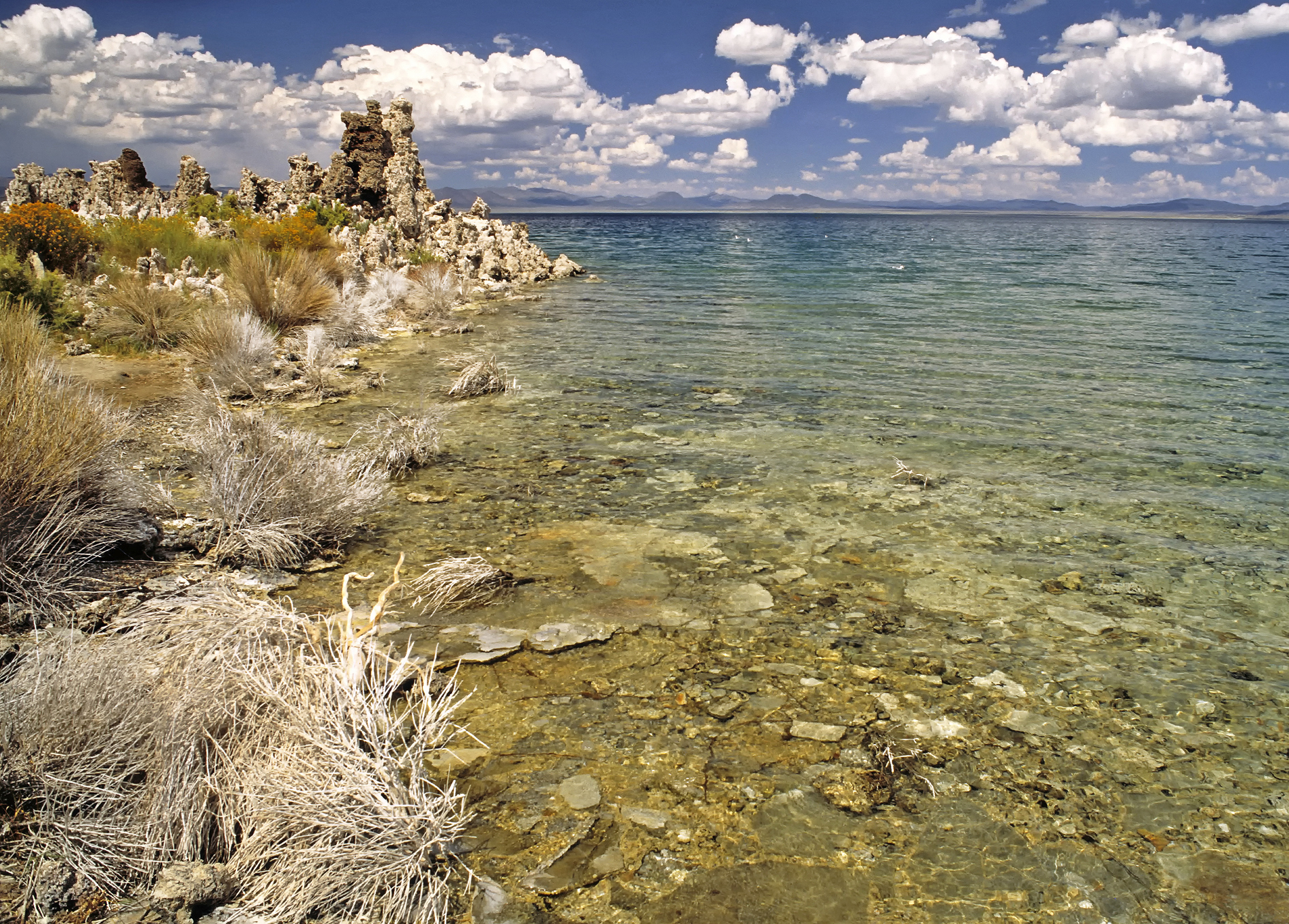
Türme am Mono Lake, Tufa (Kalifornien) – kein Kalktuff

Tufa, der im Amerikanischen gebräuchliche Oberbegriff, der gerne mit Kalktuff übersetzt wird, ist kein Kalktuff. Die z. B. im Mono Lake in den Uferbereichen stehenden Tufa columns sind Türme, die unterirdisch im alkalischen (salzhaltigen) Wasser durch Mischung mit calciumreichem Grundwasser entstanden sind; sie sind ein völlig anders entstandes Material als hier beschrieben. Nachdem Kalifornien zur Trinkwassergewinnung dem ganzen Land große Mengen Wasser bis hin zum Mono Lake-Becken dauerhaft entnahm, sank der Wasserspiegel des Mono Lake so sehr, dass die Türme aus ihm hervorragten. Der englische Wissenschaftler Allan Pentecost, Experte für sämtliche karbonathaltige Sedimente weltweit, meint zum tufa vom Mono Lake: „Diese Formation entsteht nicht aus evaporiertem Kohlendioxid (CO2); genau genommen sind solche Ablagerungen keine Travertine, sondern werden wegen ihrer Ähnlichkeit den epigenen Erscheinungsformen zugerechnet.“

#### Versteinerter Kalktuff: Baumaterial

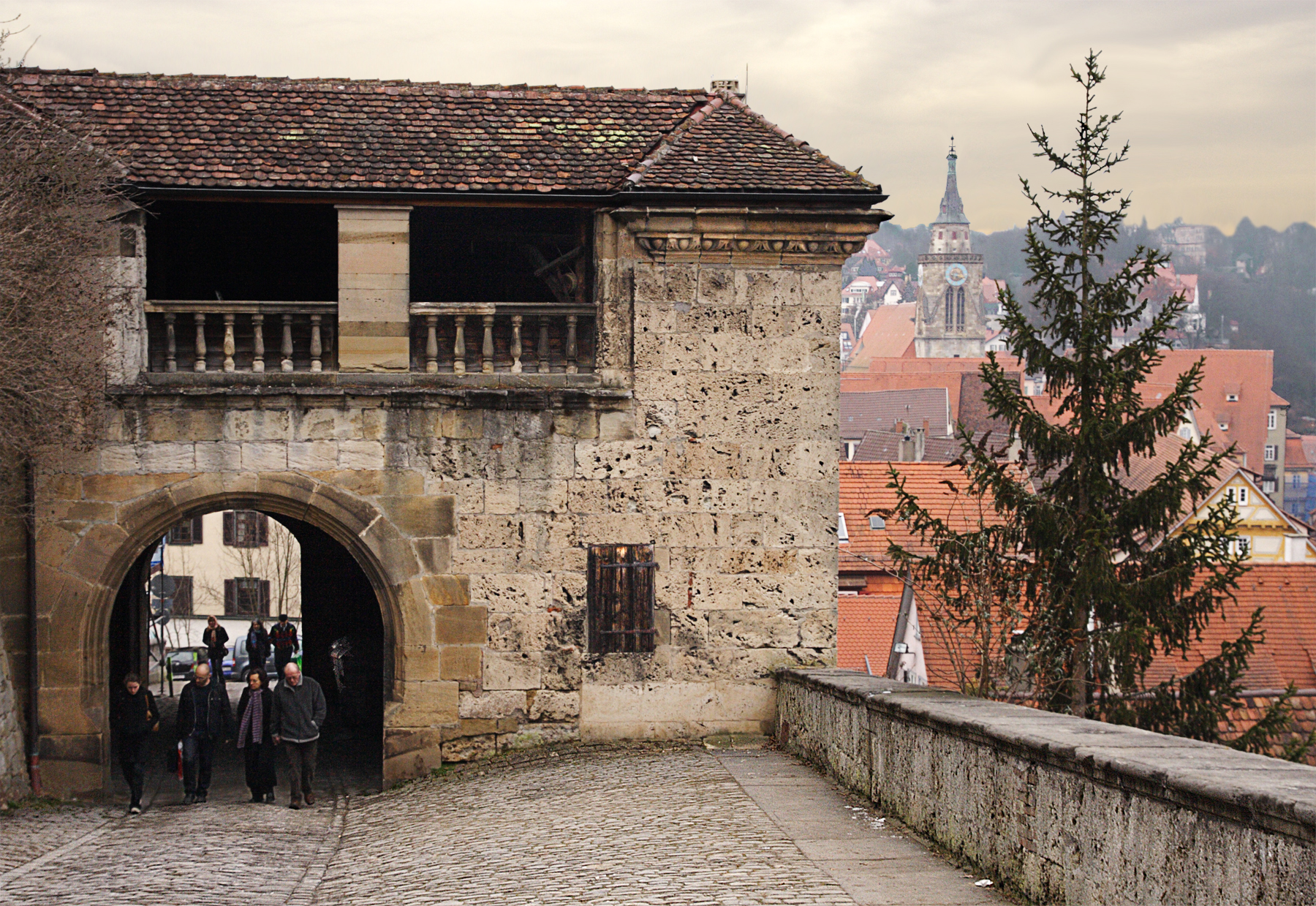
Unteres Schlosstor, Schloss Hohentübingen, Kalktuffquader von 1606 (vermutlich Gönninger Kalktuff oder Honauer Kalktuff)

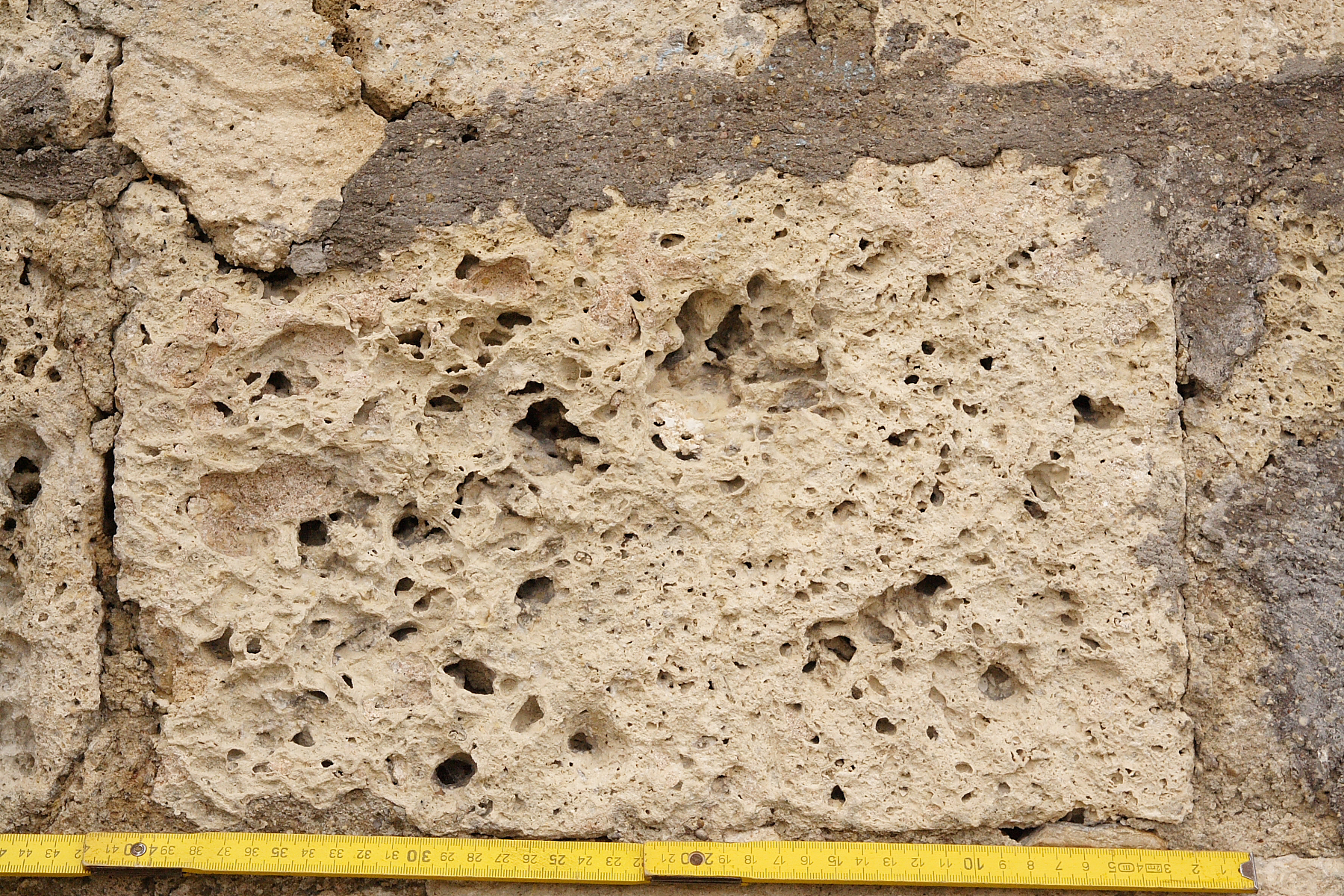
400 Jahre alte Mauersteine aus Kalktuff

Kalktuff im ausgehärteten Zustand wurde jahrhundertelang bis ins 20. Jahrhundert als hochwertiges Baumaterial genutzt: Er ist leicht, bleibt witterungsbeständig, abriebfest, gut isolierend und feuerbeständig. Die Gewinnung im Steinbruch war arbeitstechnisch leicht – im relativ frischem Zustand (bruchfrisch) können poröse Quader auch leicht gesägt und bearbeitet werden. Sie „härten“ anschließend weiter aus.
Zahlreiche aufgelassene Steinbrüche und die lokale Verbauung belegen seine lokale wirtschaftliche Bedeutung. Vor allem als lokal vorkommender Baustein wurde Kalktuff bei ausreichender materialspezifischer Belastbarkeit und Witterungsbeständigkeit an vielen repräsentativen Gebäuden verwendet, wie in Baden-Württemberg am Tübinger Unteren Schlosstor (errichtet 1606) und in Bayern bei der Burghauser Burg seit dem 13. Jh. als fast einziges Baumaterial; auch die meisten Kirchen, Klöster und älteren Gebäude der Stadt Burghausen und vieler ähnlicher Städte im Voralpengebiet bestehen aus Kalktuff. Bei anderen Gebäuden wie dem Ulmer Münster und dem alten Stuttgarter Schloss wurde Kalktuff in kleinen Mengen verbaut, in Stuttgart im 20. Jh. bei Ausbesserungsarbeiten.

## Vor der Entstehung

### Verkarstung
Bei der Verkarstung laufen neben Prozessen physikalischer Verwitterung vorrangig chemische Prozesse der Kohlensäureverwitterung ab: dabei nimmt kohlensäurehaltiges Wasser im spröden Kalkgestein (Kalkstein, Kreide, Marmor und andere Calciumcarbonate) eines mehr oder weniger entwickelten Karstsystems die Karbonate bis zur Sättigung in Lösung. Gerät der gelöst transportierte Kalk dann unter andere Umgebungsbedingungen, so kann er durch chemische Ausfällung erneut abgelagert werden. Die beiden Vorgänge können als zwei verschiedene Gleichgewichtszustände eines umkehrbaren chemischen Prozesses angesehen werden (vgl. dazu Calciumhydrogencarbonat).

### Ausfällung des gelösten Kalks
Wechselwirkungen von Karstwasser und Kohlenstoffdioxid – unterirdisch oder beim Austritt an die Oberfläche – können das Ausfällen von Kalk auslösen. Vor allem in Karst-Systemen und nach dem Austritt aus Karstquellen können beachtliche Kalkmengen sedimentieren, indem der im Karstwasser gelöste Kalk unter sich verändernden chemischen und physikalischen Bedingungskonstellationen wieder ausfällt.

## Entstehung

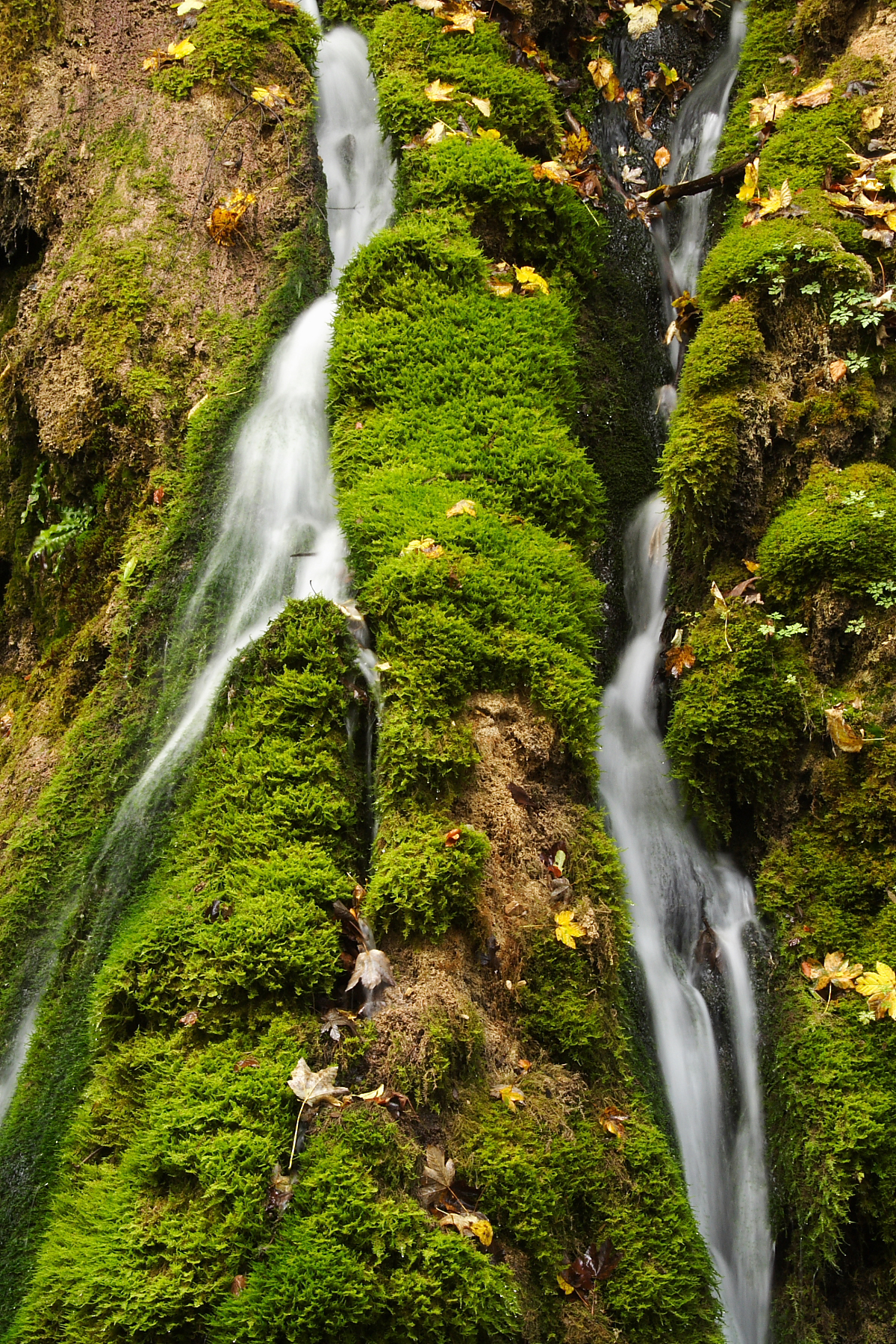
Flächiges Durchnässen und Moos-Assimilation aus dem Karstwasser begünstigen Ausfällung und Ablagerung

Die Ablagerung von Kalk als Kalktuff entsteht vornehmlich hinter kalten Schichtquellen (Kalktuffquellen) im Karst. Solche Ablagerungen gibt es in einigen Karstgebieten der humiden, gemäßigten Warmklimazone seit der letzten Warmzeit (siehe Würmeiszeit) und auch gegenwärtig noch. Ob es zu Ausfällung von Kalk aus Karstwasser kommen kann und in welchen Mengen, hängt allgemein von den klimatischen und geologischen Bedingungen ab, besonders von weiteren physikalischen und chemischen Bedingungskonstellationen, die regional oder lokal vorliegen müssen.
Die günstigsten klimatischen Bedingungen bestanden während der rund zweitausend Jahre des postglaziären Atlantikums. In dieser Zeit (vor ca. 8000–6000 Jahren) lagen die durchschnittlichen Temperaturen in Mitteleuropa ca. 2 Grad höher als heute, und es war damals niederschlagsreicher.
Liegen diese allgemeinen Voraussetzungen vor, gehören zu den notwendigen Bedingungen für das Ausfällen noch die folgenden Faktoren:
- eine relativ geringe Schüttung der jeweiligen Quelle,
- eine relativ große Verdunstungsoberfläche,
- ein günstiger Korridor der Wassertemperaturen,
- eine Veränderung der Druckverhältnisse und
- bestimmte Ionenkonzentrationen.

Wenn Karstwasser über Moosteppiche, Algenteppiche oder Kolonien von Cyanobakterien fließt, kann eine größere Kalkmenge ausgefällt werden, wenn die Organismen für ihre Assimilation (Photosynthese) dem Karstwasser Kohlenstoffdioxid entziehen. Dadurch steigt der pH-Wert des Wassers, und die Löslichkeit von Kalk sinkt, der Kalk fällt aus. Die Kalksedimente können mit Raten von 0,01 mm/Jahr bei anorganischer und bis zu 20 mm/Jahr bei organisch mitinduzierter Ausfällung wachsen.
Der ausgefällte Kalk legt sich als feinkristalline Kruste um alles relativ ruhende Kleinmaterial (Sand, Steinchen, Zweige, Blätter, Farne, Moose, Algenschleim). Durch Übergussschichtung entstehen nach oben und vorne wachsende Gebilde oder Polster an kleinen Wasserfällen oder Stufen in Bachterrassen. Moose wachsen über ihren sich verkrustenden Teil frisch hinaus, wirken dabei wie kleine Reusen und bilden ein tragendes Gerüst. So können auch größere, fragile Gehänge („Nasen“) entstehen. Biotische Verunreinigungen aus Algen und Bakterien bilden relativ feine Strukturen. Die Strukturen sind poröser und leichter, wenn Moose der Fließenergie widerstehen konnten. Dieser Kalktuff ist oft noch feucht und von bröseliger Konsistenz. In den günstigsten Zeiten war er schon nach wenigen Jahrhunderten zu mächtigen Gebilden, den „Kalktuffbarren“ herangewachsen (s. u. „Besondere Erscheinungsfaktoren“).

## Vorkommen
In Nebentälern, Talfüllungen oder amphitheaterähnlichen Talabschlüssen des Albtraufs und der Fränkischen Alb, in der Eifel, dem Alpenvorland sowie den Kalkalpen finden sich frische und alte Ablagerungen von Kalktuff, die älteren schon vollständig zu Gestein ausgehärtet. Ein rezentes Kalktuffvorkommen existiert am Eingang zur Ludolfsklinge bei Diedesheim am Neckar.

## Besondere Erscheinungsformen

### Kalktuff-Barren
Am Hangfuß des Albtraufs sind an vielen Bächen Kalktuffbarren entstanden. An allen sieben hangseitigen Bächen, die der oberen Fils zwischen Wiesensteig und Geislingen an der Steige zufließen, sind eine oder mehrere ausgedehnte alte, teilweise auch noch aktive Kalktuffablagerungen vorhanden. Herausragend sind die mehrfachen Kalktuffbarren der Echaz, der Wiesaz (ehemalige Gönninger Steinbrüche) und des Rohrbachs bei Geislingen/Steige. Die erste und größte von sieben Kalktuffbarren hinter der Echazquelle ist mit ihren 900 × 400 m Fläche und einer Dicke von mindestens 24 m die größte Barre der Schwäbischen- und Fränkischen Alb. Im oberen Ermstal (südlich von Bad Urach) gibt es sieben beachtliche Kalktuffbarren, von denen die größte ursprünglich (bis 1821) die ganze Breite des Tals bei Seeburg verriegelte und somit den Fischbach zum Bodenlosen See aufstaute.
Die jeweilige Nähe des hochwertigen Baustoffs solcher Kalktuffbarren war sicher jeweils ein Grund für die dortige bevorzugte Besiedlung. In einigen Fällen wuchsen die Orte (Honau, Seeburg) und Städte (Altstadt von Geislingen/Steige) direkt auf einer Barre heran. Die Morphologie der Barren ist an aufgeschlossenen Hängen und aufgelassenen Steinbrüchen gut zu erkennen. Die Sedimente erreichen Mächtigkeiten zwischen 5 m und 40 m.

### Kalktuff-Nasen, Kalktuff-Polster

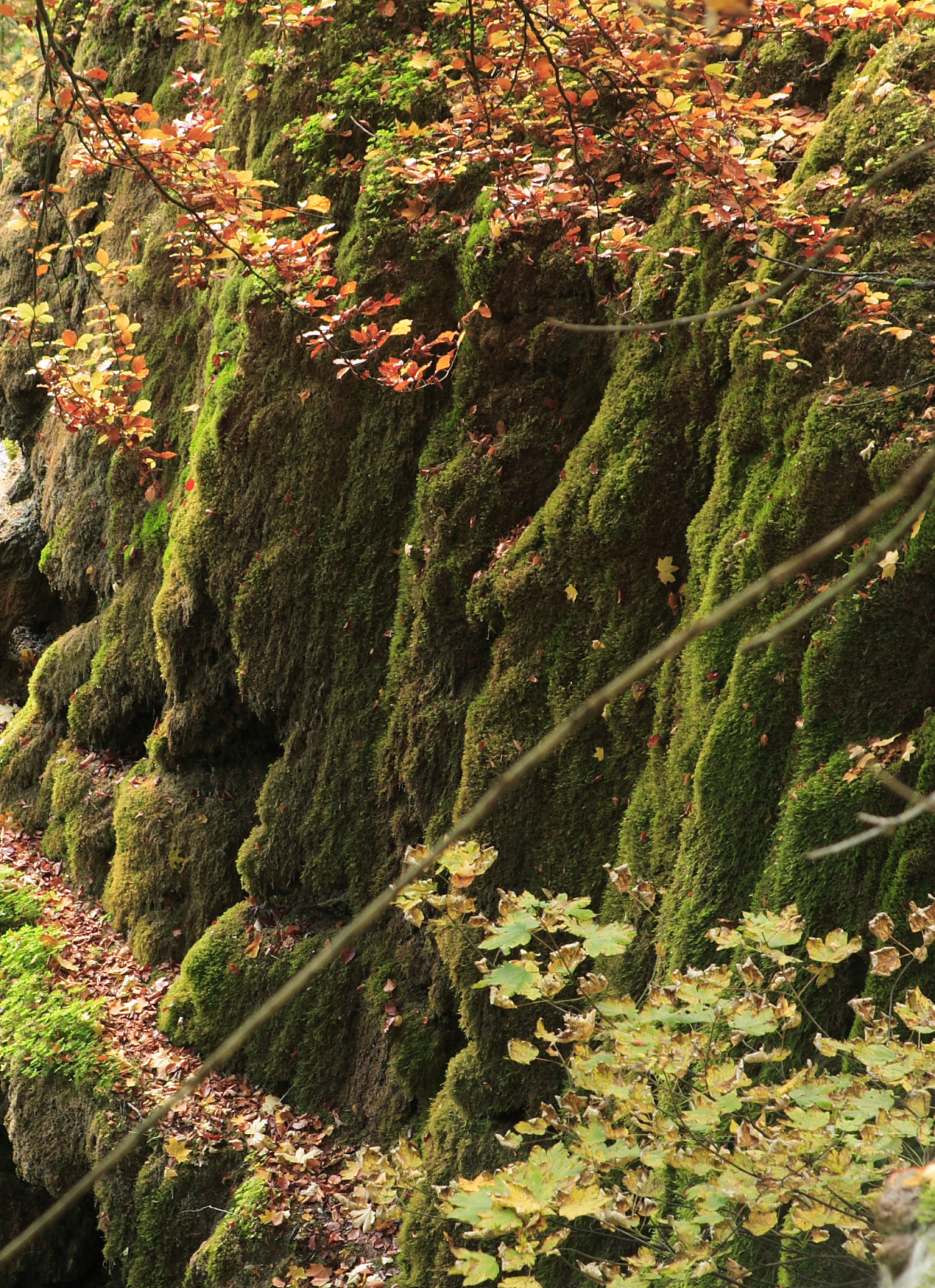
Kalktuffnase, Seitenansicht, Gütersteiner Wasserfall. Wasserrinne auf dem Nasenkamm berieselt die Moosummantelung

Diese außergewöhnlichen Gebilde entstehen nur dann, wenn sich an relativ hohen, steil abfallenden Geländestufen im herabrinnenden Wasser Kalktuff-Moospolster bilden, die bei vermehrter Kalkausfällung nach oben und vorne zu „Nasen“ heranwachsen können.
Ist das Gelände nicht steil, so dominiert die Entwicklung von Kalktuff nach vorne, und es entstehen die „Steinernen Rinnen“.
Folgende Kalktuff-Nasen-Bildungen sind als geschützte Geotope ausgewiesen:
- Dreimühlen-Wasserfall in der Eifel
- der Gütersteiner Wasserfall am Albtrauf des Maisentals südwestlich von Bad Urach
- Tüfels Chilen (Teufels Kirche) im schweizerischen Tösstal (Kanton Zürich)
- der Wachsende Felsen von Landau/Usterling nahe der bayerischen Isar.

Da die Nasen äußerst poröse, aus feuchtem, ungehärtetem Kalk bestehende und daher fragile Gebilde sind, ist beispielsweise die Nase des Neidlinger Wasserfalls vor einem halben Jahrhundert kollabiert und noch nicht wieder hochgewachsen. Von wiederholten Abbrüchen zeugen unterhalb der Nasen der Wasserfälle große terrassenförmige Schutthalden, die wieder mit alten und frischen Kalktuff- und Moospolstern überzogen sind, z. B. am Uracher Wasserfall und am 1,5 km nördlich gelegenen Gütersteiner Wasserfall. Im Mühltal Seeburgs, dem Quellgebiet der Erms, sind auf einer Strecke von nur 600 m auf dem Hangschutt der Nordflanke des Kerbtals (am Albtrauf wirkt auch die rückschreitende Erosion) sechs gewaltige versteinerte Kalktuffgehänge zu sehen (in einem Fall ist eine typische Kalktuff-„Nase“ erhalten); sie entstanden, als in einem niederschlagsreicheren, weniger kluftigen früheren Karst Quellen noch in Schichten oberhalb der Talsohle zu Tage traten.

### Steinerne Rinnen

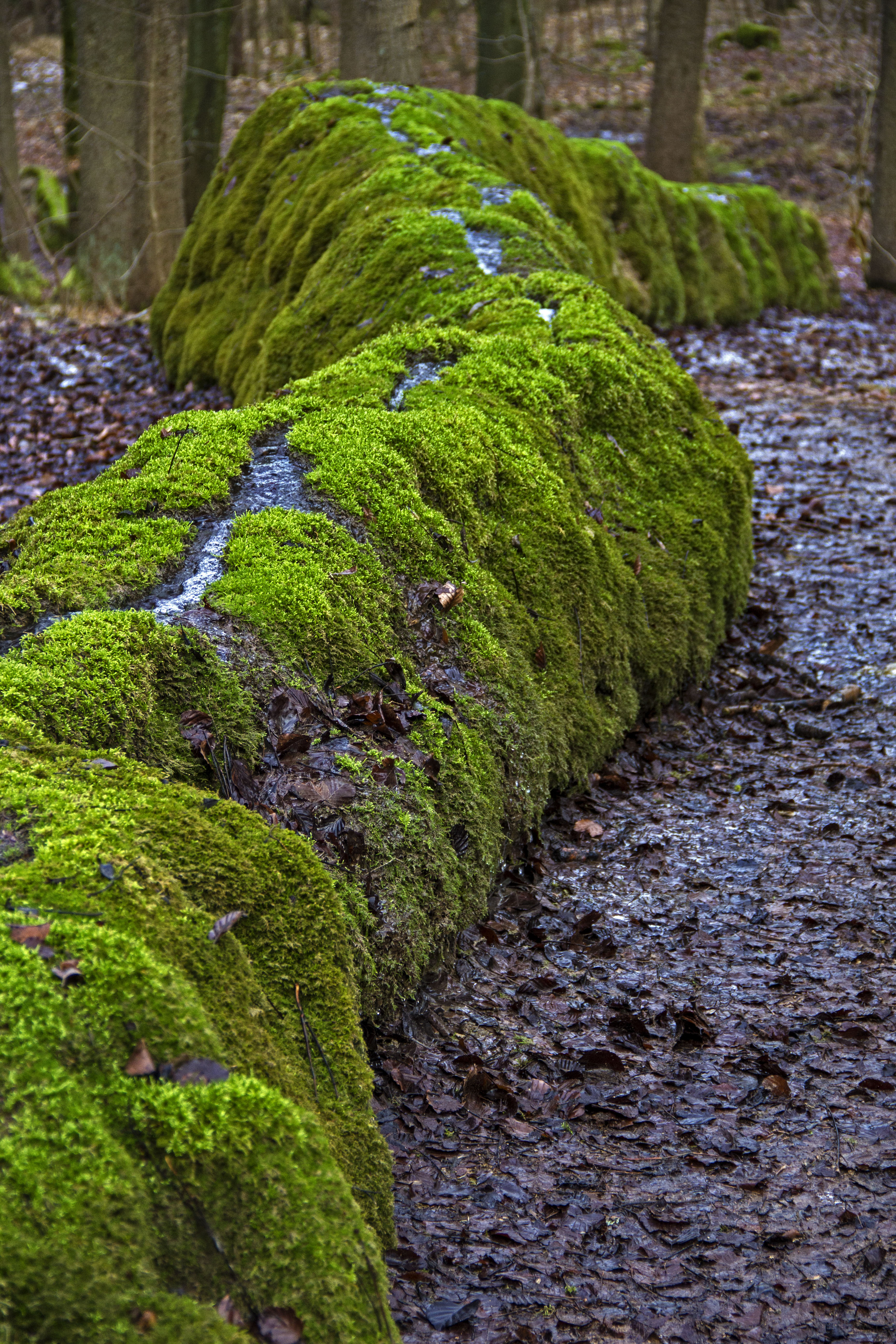
Die Steinerne Rinne von Erasbach

Selten sind die Geotope der Steinernen Rinnen. Hinter kleinen Quellen an sanften Hängen schlängeln sich schmale Karstwasserrinnsale hinab – allen Unebenheiten des Geländes folgend. Am Saum der Rinnsale wachsen die Moose heran, die in der geschilderten Weise je nach Fließgeschwindigkeit des Rinnsalwassers mehr nach vorne als nach oben ihre Kalkgerüste zu sattelförmigen Dämmen entwickeln. Nach oben wächst in dichter Sinterschichtung die Wasserrinne, die Berieselung der Seiten lässt die Moose zu kalktuffigen Moosgerüsten heranwachsen. Je nach Gefälle und anfallendem Kalksediment werden Hochbetten bis 5,5 m Höhe und 600 m Länge beobachtet. Ihre Entwicklung ist nicht kontinuierlich und nicht sicher. Einige Exemplare sind wegen verantwortungsloser Eingriffe nicht mehr in ihrem ursprünglichen Zustand.
Bei einer Umwelt-Kartierung in Bayern wurden etwa 20 Steinerne Rinnen erfasst. Die bedeutendste Steinerne Rinne in Deutschland ist der etwa 5000 Jahre alte, 40 m lange und ca. 5,5 m hohe „wachsende Felsen von Usterling“; dort befindet sich in der nahen Dorfkirche St. Johannes von Usterling auch ein gotisches Bild, auf dem die Taufe Christi bei dieser Rinne abgebildet ist, ein kulturhistorisches Kuriosum.
Ein bedeutendes naturbelassenes Beispiel ist die etwa 80 Meter lange Steinerne Rinne bei Erasbach. Sie folgt dem welligen, leicht geneigten Gelände auf einer alten, flächigen Kalktuffablagerung im aufgelockerten Mischwald.
In Baden-Württemberg gibt es eine unscheinbare Steinrinne bei Lenningen (Schwäbische Alb, Landkreis Esslingen) und unterhalb eines ehemaligen Prallhangs der Jagst bei Krautheim (Hohenlohekreis).

### Bachterrassen

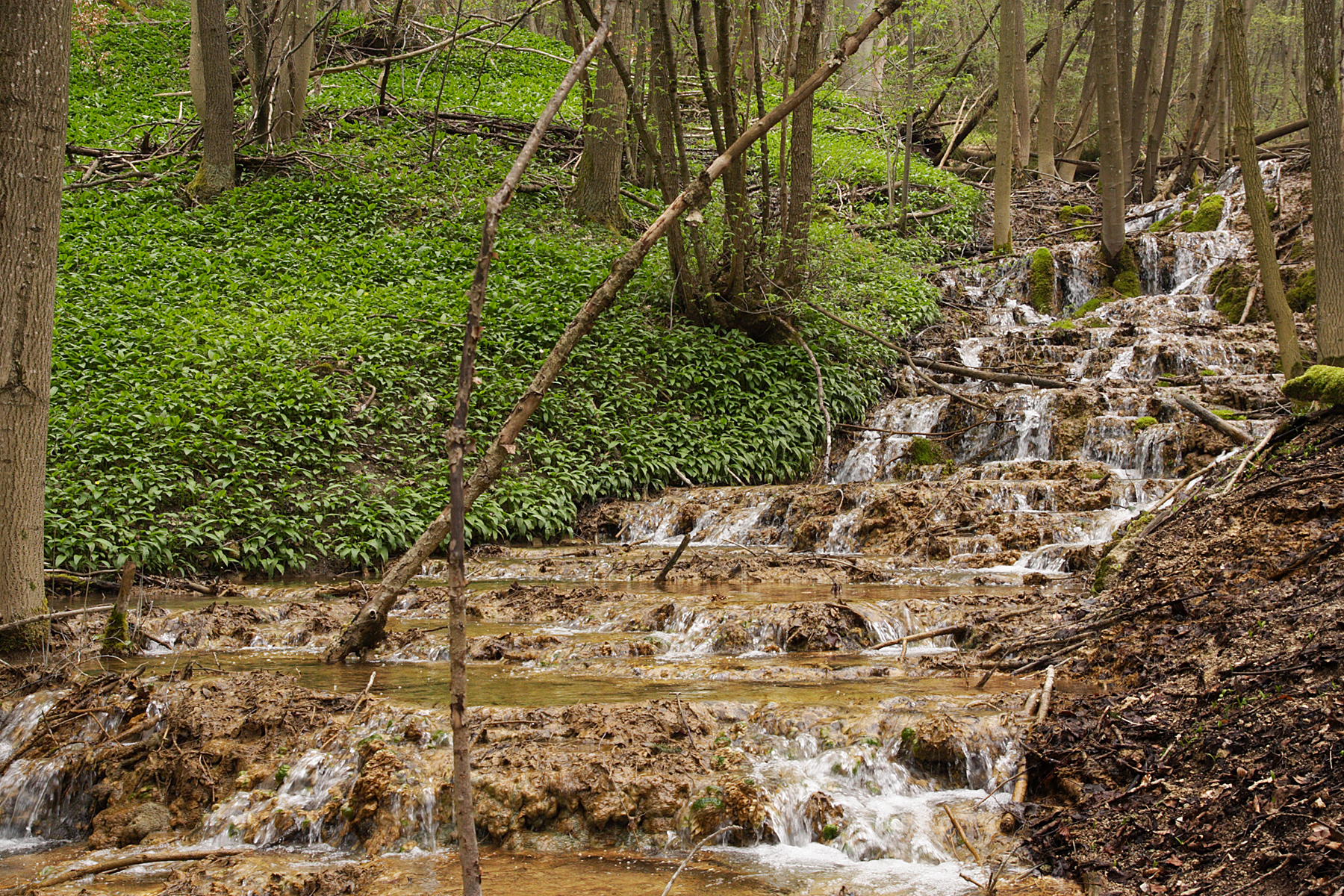
Fränkische Alb, Bachterrasse bei Eschlipp, „Talbach“, Zufluss zur Wiesent. Auf dem Waldboden wächst Bärlauch

Unterhalb von Kalktuffnasen, auf deren Schutthalden und an durchflussarmen Oberläufen von Bächen der Fränkischen, der Schwäbischen Alb und im gesamten Voralpenland befinden sich viele, teils unspektakuläre Kleinterrassen aus Kalktuff in treppenartiger Anordnung. Imposant sind die Terrassen in der Fränkischen Schweiz. Ausgeprägte Bachterrassen befinden sich um Seeburg (nahe der Erms-Quelle), oberhalb von Bad Ditzenbach (am Nebenfluss Ditz der Fils) und an der Zwiefalter Ach nach der Wimsener Höhle.
Aus einer ganzen Reihe relativ großer Kaskaden mit Wällen aus Kalktuff haben sich die Plitvicer Seen in Kroatien gebildet, ähnlich die Band-e-Amir-Seenkette in Afghanistan. Weltbekannt sind auch die reinweißen Sinterterrassen von Pamukkale, Türkei.

### Primärhöhlen/Tuffhöhlen
Bei nach oben und vorne erfolgender Übergussschichtung oder an Abbrüchen von Überhängen entstehen in größeren Kalktuffablagerungen mehr oder weniger große Hohlräume bis hin zu (Halb-)Höhlen. Sind die Hohlräume in den Ablagerungen weitgehend oder vollständig entwickelt, so spricht man von Primär- oder Tuffhöhlen – primär, weil sie gleichzeitig mit dem Gestein entstanden sind. Da sie nicht entlang dem Lauf eines Wasserweges entstanden sind, werden sie in der Regel nur entdeckt, wenn eine Kalktuffablagerung bricht, sie abgebaut oder sonst wie in sie eingegriffen wird, wie bei der Olgahöhle oder den Höllgrotten.

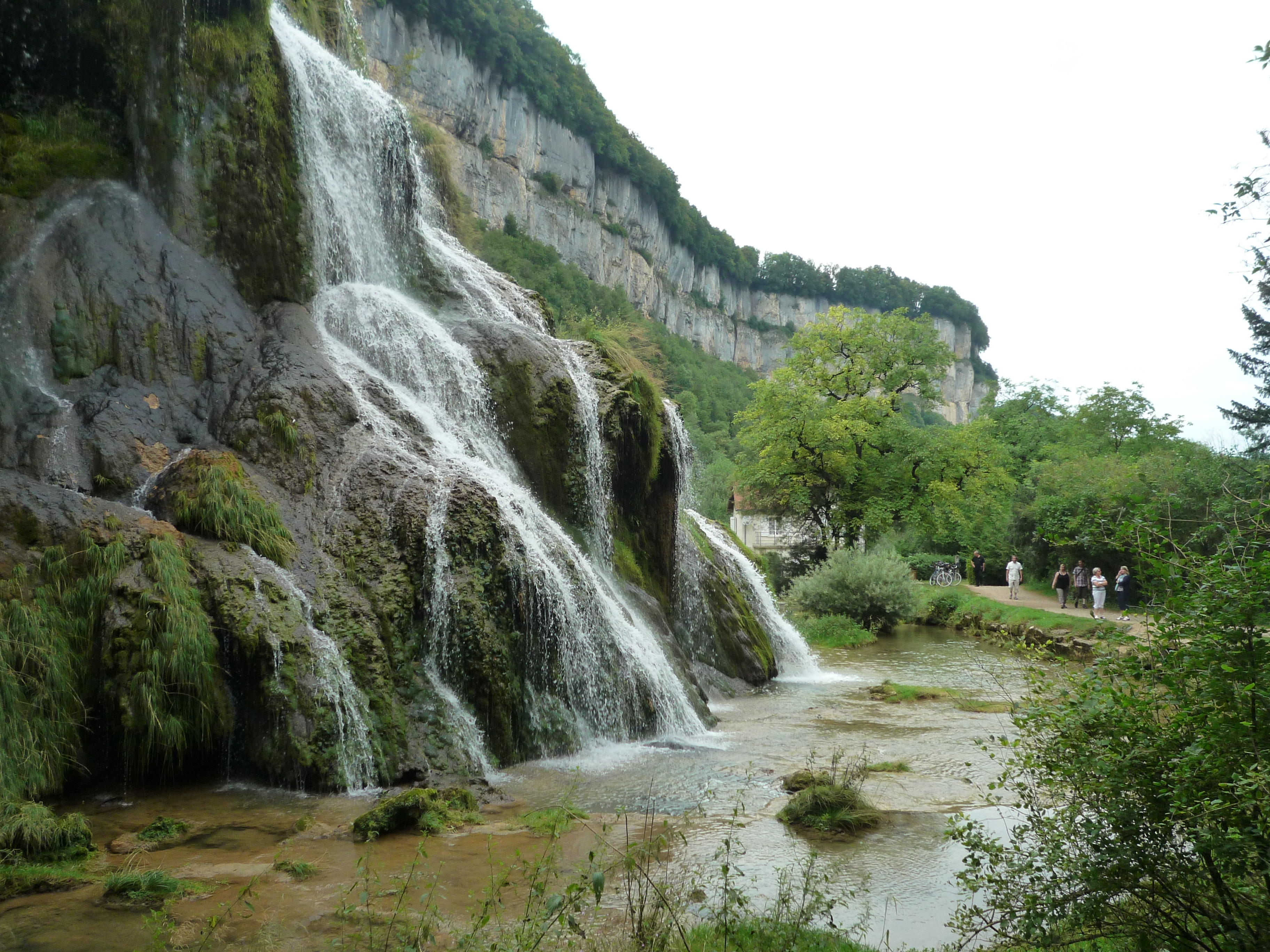
Kalktuffbildung mit Höhlen an der Quelle des Dard (Französischer Jura)

## Natursteinsorten

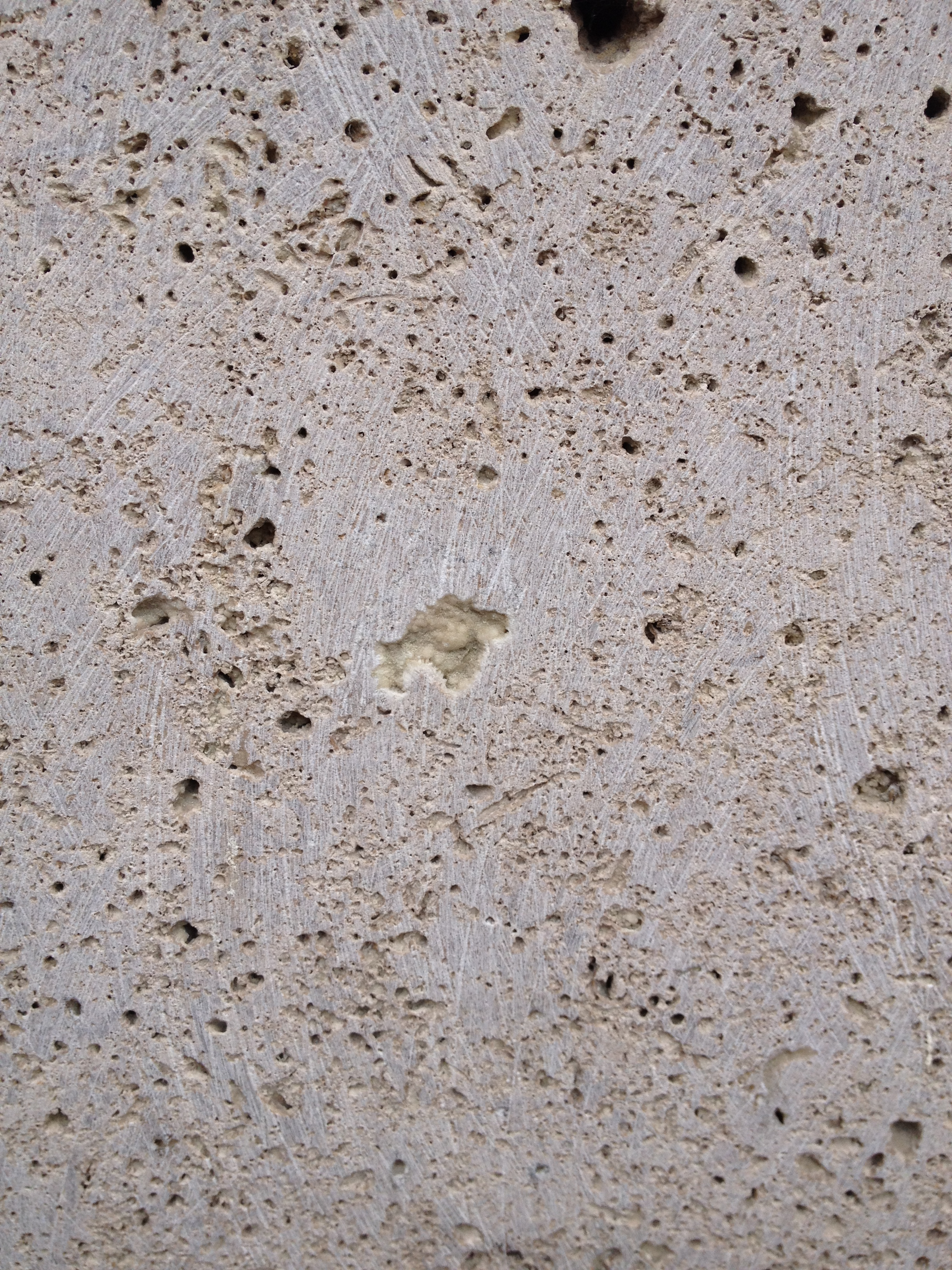
Eine relativ dichte und grob geschliffene Musterplatte des Gönninger Kalktuffs (Größe ca. 25 × 18 cm)

- Bärenthaler Kalktuff, aus Bärenthal im Landkreis Tuttlingen in Baden-Württemberg
- Gauinger Travertin (ein Kalktuff, der wegen seiner Polierbarkeit als Travertin gehandelt wurde), aus Gauingen im Landkreis Reutlingen in Baden-Württemberg
- Gönninger Kalktuff, aus Gönningen, einem Stadtteil von Reutlingen in Baden-Württemberg
- Pollinger Kalktuff, aus Polling im Landkreis Weilheim-Schongau in Oberbayern